# Michał Gołaś
Michał Gołaś (Toruń, 29 april 1984) is een voormalig Pools wielrenner. 
In 2007 reed hij voor Unibet.com, daarna voor Cycle Collstrop, een voortzetting van Unibet.com. Tussen 2009 en 2011 koerste hij voor het Nederlandse team Vacansoleil, dat hij in 2012 verruilde voor de Belgische ploeg Omega Pharma-Quick-Step. In 2012 werd Gołaś kampioen van Polen bij de elite. Eerder, in 2006, was hij al Pools kampioen bij de beloften.
In de wegwedstrijd op de Olympische Spelen in Rio de Janeiro eindigde Gołaś op plek 56, op twintig minuten van winnaar Greg Van Avermaet.

## Belangrijkste overwinningen
2006
 Pools kampioen op de weg, beloften
2010
Sprintklassement Ronde van Groot-Brittannië
2011
Bergklassement Ronde van Polen
2012
 Pools kampioen op de weg, Elite
2014
Bergklassement Ronde van Peking
2015
Kampioenschap van Vlaanderen
2020
Bergklassement Ronde van Wallonië

## Resultaten in voornaamste wedstrijden
| Jaar | Ronde van Italië | Ronde van Frankrijk | Ronde van Spanje |
| ---- | ---------------- | ------------------- | ---------------- |
| 2007 |                  |                     |                  |
| 2008 |                  |                     |                  |
| 2009 |                  |                     |                  |
| 2010 |                  |                     |                  |
| 2011 | buiten tijd      |                     | opgave           |
| 2012 | 93e              |                     |                  |
| 2013 | 62e              |                     |                  |
| 2014 |                  | 55e                 |                  |
| 2015 |                  | 95e                 |                  |
| 2016 |                  |                     | 118e             |
| 2017 | 141e             |                     |                  |
| 2018 |                  |                     |                  |
| 2019 |                  |                     |                  |
| 2020 |                  |                     | opgave           |
| 2021 |                  |                     |                  |

| Jaar | Milaan-San Remo | Gent-Wevelgem | Ronde van Vlaanderen | Parijs-Roubaix | Amstel Gold Race | Luik-Bast.‑Luik | Ronde van Lombardije | Waalse Pijl |  | WK op de weg |  | Wereldranglijsten |
| ---- | --------------- | ------------- | -------------------- | -------------- | ---------------- | --------------- | -------------------- | ----------- |  | ------------ |  | ----------------- |
| 2007 | 128e            |               |                      |                |                  |                 |                      |             |  |              |  |                   |
| 2008 |                 | 126e          | 49e                  | opgave         |                  | opgave          |                      | 91e         |  |              |  |                   |
| 2009 |                 |               |                      |                |                  |                 | 52e                  |             |  | 86e          |  |                   |
| 2010 |                 |               |                      |                |                  |                 |                      |             |  | 64e          |  |                   |
| 2011 |                 |               |                      |                |                  |                 |                      | 114e        |  | 151e         |  | 221e (UWT)        |
| 2012 |                 |               |                      |                |                  |                 | opgave               | 82e         |  | 61e          |  | 167e (UWT)        |
| 2013 |                 |               |                      |                |                  |                 |                      | 80e         |  | 33e          |  |                   |
| 2014 |                 |               |                      |                | 59e              | opgave          | 76e                  | 119e        |  | 58e          |  |                   |
| 2015 | 86e             |               |                      |                | 97e              | opgave          |                      | 100e        |  | 54e          |  |                   |
| 2016 |                 | 35e           | 101e                 |                | 78e              | 83e             |                      | 112e        |  |              |  |                   |
| 2017 |                 |               |                      |                | 68e              | 104e            |                      | 123e        |  | 52e          |  | 342e (UWT)        |
| 2018 |                 | 80e           | 73e                  |                | 81e              |                 | opgave               | opgave      |  | opgave       |  | 284e (UWT)        |
| 2019 | 145e            |               |                      |                | 82e              | 74e             |                      | opgave      |  | opgave       |  |                   |
| 2020 |                 |               |                      |                |                  | 106e            |                      | opgave      |  | 83e          |  |                   |
| 2021 |                 | 21e           | 72e                  | 60e            | 108e             | 135e            |                      |             |  | opgave       |  |                   |

## Ploegen
- 2007 –  Unibet.com
- 2008 –  Cycle Collstrop
- 2009 –  Amica Chips-Knauf (tot 30-7) [a]
- 2009 –  Vacansoleil Pro Cycling Team (vanaf 31-7)
- 2010 –  Vacansoleil Pro Cycling Team
- 2011 –  Vacansoleil-DCM Pro Cycling Team
- 2012 –  Omega Pharma-Quick-Step
- 2013 –  Omega Pharma-Quick-Step Cycling Team
- 2014 –  Omega Pharma-Quick-Step Cycling Team
- 2015 –  Etixx-Quick Step
- 2016 –  Team Sky
- 2017 –  Team Sky
- 2018 –  Team Sky
- 2019 –  Team INEOS [b]
- 2020 –  Team INEOS
- 2021 –  INEOS Grenadiers

Wielerploegen van Michał Gołaś
Chatoentsev · Carrara · Casper · Cooke · Coyot · Criel · Eichler · Gardeyn · Gołaś · Hunt · Jacobs · Kolesnikov · Larsson · Ljungblad · Pasamontes · Peña · Pronk · Rujano · Scheuneman · Suray · ten Dam · Thijs · Urán · Vandenbergh · Vinther · Wilson · Zanotti · Bideau (stagiair) · Persson (stagiair) · Van Der Schueren (stagiair)
Božič ·
Criel ·
Giling · 
Gołaś ·
Kolesnikov ·
Kopp ·
Lagoetin ·
Marcato ·
Persson ·
Pronk ·
Roedaskov · 
Selvaggi · 
Smith ·
Suray ·
Van Der Schueren ·
Vinther ·
Wesemann
van Amerongen ·
Božič ·
Carrara · 
Cooke · 
De Vocht · 
Gołaś (vanaf 01/08) · 
van Groen ·
Honig ·
Hoogerland ·
Lagoetin ·
Leukemans ·
Lhotellerie (tot 01/07) · 
Löwik ·
Marcato ·
Mol ·
Mortensen · 
Mouris ·
Poels ·
Pronk ·
Traksel · 
Veuchelen · 
Vierhouten ·
Westra ·
Berkhout (stagiair) ·
van Leijen (stagiair) · 
Ruijgh (stagiair) 
Božič ·
Carrara · 
B. Feillu · 
R. Feillu · 
Gardeyn ·
Gołaś · 
van Groen ·
Hoogerland ·
Lagoetin ·
van Leijen · 
Leukemans ·
Marcato ·
Mol ·
Mortensen · 
Mouris ·
Ongarato · 
Poels ·
Pronk (tot 25/04) ·
Riccò (vanaf 01/09) ·
Rossetto ·
Ruijgh ·
Traksel · 
Veuchelen · 
Westra ·
Ligthart (stagiair) ·
Stevens (stagiair) 
Anzà ·
Belkov ·
Božič ·
Carrara · 
De Gendt · 
Devolder · 
Feillu · 
Gardeyn ·
Gołaś · 
Hoogerland ·
Keizer ·
Lagoetin ·
van Leijen · 
Leukemans ·
Ligthart ·
Marcato ·
Mol ·
Mosquera · 
Mouris ·
Ongarato · 
Pavarin ·
Pidhorny ·
Poels ·
Riccò (tot 25/04) ·
Ruijgh ·
Selvaggi · 
Veuchelen · 
Westra ·
Lindeman (stagiair) ·
Markus (stagiair) · 
Wauters (stagiair) 
Bandiera · Boonen · Brammeier · Cataldo · Chavanel · Chicchi · Ciolek · De Weert · Devenyns · Fenn · Gołaś · Grabsch · Keisse · Kwiatkowski · Leipheimer · Maes · Martin     · Pauwels · Pineau · Raboň · Steegmans · Štybar · Terpstra · Trentin · Vandenbergh · Vandewalle · Van Keirsbulck · P. Velits · M. Velits · Vermote · Hoorne (stagiair) · Sénéchal (stagiair)
Alaphilippe · Bakelants · Boonen · Brambilla · Cavendish · De Gendt · De Weert · Fenn · Gołaś · Keisse · Kwiatkowski  · Maes · Martin   · Meersman · Pauwels · Petacchi · Poels · Renshaw · Serry · Steegmans · Štybar · Terpstra · Trentin · Urán · Vakoč · Vandenbergh · Van Keirsbulck · M. Velits · Vermote · Verona
Alaphilippe · Boonen · Bouet · Brambilla · Cavendish · de la Cruz · Gołaś · Keisse · Kwiatkowski  · Lampaert · Maes · Martin · Meersman · Renshaw · Sabatini · Serry · Štybar · Terpstra · Trentin · Urán · Vakoč · Vandenbergh · Van Keirsbulck · M. Velits · Vermote · Verona · Wisniowski · Contreras (stagiair) · Gaviria (stagiair)
Boswell · Deignan · Fenn · Froome · Gołaś · Seb.Henao · Ser.Henao · Intxausti · Kennaugh · Kiryjenka   · Knees · König · Kwiatkowski · Landa · López · Moscon · Nieve · Nordhaug · Peters · Poels · van Poppel · Puccio · Roche · Rowe · Stannard · Swift · Thomas · Viviani · Zandio · Doull (stagiair)
Boswell · Deignan · Dibben · Doull · Elissonde · Froome · Geoghegan Hart · Gołaś · Seb. Henao · Ser. Henao · Intxausti · Kennaugh · Kiryjenka · Knees · Kwiatkowski · Landa · López · Moscon · Nieve · Poels · van Poppel · Puccio · Rosa · Rowe · Stannard · Thomas · Viviani · Wiśniowski
van Baarle · Basso · Bernal · Castroviejo · de la Cruz · Deignan · Dibben · Doull · Elissonde · Froome · Geoghegan Hart · Gołaś · Halvorsen · Seb. Henao · Ser. Henao · Intxausti · Kiryjenka · Knees · Kwiatkowski · Lawless · López · Moscon · Poels · Puccio · Rosa · Rowe · Sivakov · Stannard · Thomas · Wiśniowski
van Baarle · Basso · Bernal · Castroviejo · de la Cruz · Doull · Dunbar · Elissonde · Froome · Ganna · Geoghegan Hart · Gołaś · Halvorsen · Seb. Henao · Kiryjenka · Knees · Kwiatkowski · Lawless · Moscon · Narváez · Poels · Puccio · Rosa · Rowe · Sivakov · Sosa · Stannard · Swift · Thomas
Amador · Basso · Bernal · Carapaz  · Castroviejo · Dennis   · Doull · Dunbar · Froome · Ganna   · Geoghegan Hart · Gołaś · Hayter · Henao · Kiryjenka (t/m 31 januari) · Knees · Kwiatkowski · Lawless · Moscon · Narváez · Puccio · Rivera · Rodriguez · Rowe · Sivakov · Sosa · Stannard · Swift · Thomas · Van Baarle · Wurf (vanaf 1 februari)
Amador · Van Baarle · Basso · Bernal · Carapaz  · Castroviejo · De Plus · Dennis · Doull · Dunbar · Ganna     · Geoghegan Hart · Gołaś · Hayter · Henao · Kwiatkowski · Martínez · Moscon · Narváez · Pidcock (vanaf 1 februari) · Porte ·  Puccio · Rivera · Rodriguez · Rowe · Sivakov · Sosa · Swift · Thomas · Wurf · Yates · Plapp (stagiair)
- Virtual International Authority File: 315946301